# Адамс, Кев
Кев Адамс (имя при рождении Кевин Смаджа; род. 1 июля 1991)  —  французский актёр кино и телевидения и стендап-комик.

## Биография
Кевин Смаджа, он же Кев Адамс, родился в 1991 году в 16-м округе Парижа в семье евреев из Северной Африки. Он является тунисским евреем по матери и алжирским евреем по отцу. Его родители работают в сфере финансов и в сфере недвижимости соответственно. У Кева есть два младших брата: Ноам и Лироне Смаджа.
Кев Адамс понял, что хочет стать актёром в возрасте 7 лет, когда увидел в кинотеатре фильм «Титаник» Джеймса Кэмерона. С этого момента он начал учиться актёрскому мастерству. Когда Кев был подростком, его семья переехала в Нейи-сюр-Сен.
После того, как в 2000 году ему была предложена небольшая роль в фильме режиссёра Данте Десарта, Кев участвовал в большом количестве кастингов, однако сперва не получал других ролей. В том же году с помощью друзей он начал писать свои собственные первые стендап-скетчи в школьных тетрадях по истории и географии, которые позволили ему сделать первые шаги на подмостках в Нейи-сюр-Сене, откуда затем он перешёл на более престижные сцены в Париже. В возрасте 14 лет он участвовал в популярной французской телевикторине «Attention à la marche!».
В 2009 году Кев Адамс получил степень бакалавра литературы в средней школе Пастера в Нейи-сюр-Сен, и поступил на юридический факультет Университета Париж-Нантер, продолжая выступать на сцене, но признаваясь, что «трудно, если не невозможно примирить эти два начала» (соответственно, учёбу и стендап).
В том же 2009 году к Кеву Адамсу пришла широкая известность. Он выступает со своими скетчами на каналах французского центрального телевидения, организует собственное шоу, «The Young Man Show», с которым которой выступает на престижных площадках, таких, как театр «Ле-Темпл» и Ледяной дворец в Париже.
Параллельно с этим, начинает активно развиваться и карьера Кева Адамса в кино. В 2009 году он снялся в фильме «LOL», в 2011 получает одну из главных ролей в молодёжном сериале «Сода».
В 2013 году известность Кева Адамса ещё более укрепилась благодаря главной роли в фильме «Безумные преподы», который пользовался большим коммерческим успехом. Позднее, в 2015 году, было снято его продолжение, где Кеву Адамсу также досталась главная роль. В том же 2015 году Кев Адамс играет главную роль и в приключенческой комедии «Новые приключения Алладина».
В 2015 году его очередной гастрольный стендап-тур по Франции собрал 500 000 зрителей и транслировался в прямом эфире на одном из французских центральных телеканалов.
В 2018 году Кев Адамс снялся в американском фильме «Шпион, который бросил мен»я (The Spy Who Dumped Me) с Милой Кунис и Кейт Маккиннон.
Параллельно, Кев Адамс продолжает сниматься во французских фильмах, а также работает как актёр дубляжа американского кино с английского языка на французский.
Его стендап-шоу продолжают пользоваться значительным успехом как в самой Франции, так и за рубежом.

## Личная жизнь
В 2014 году у Кева Адамса несколько месяцев были отношения с участницей реалити-шоу Capucine Anav.
В 2017 году он находится в отношениях Ирис Миттенар,  Мисс Франция и Мисс Вселенная—2016. Они расстались после года совместной жизни.
В 2019 году Кев Адамс запустил свой ресторан фаст-фуда «Jak Healthy» на парижской улице Риволи.

## Избранная фильмография
| Год  |    | Русское название                  | Оригинальное название              | Роль                                 |
| ---- | -- | --------------------------------- | ---------------------------------- | ------------------------------------ |
| 2000 | ф  | Папаша в бегах                    | Cours toujours                     | Paco enfant (в титрах: Kevin Smadja) |
| 2011 | с  | Сода                              | Soda                               | Adam                                 |
| 2011 | ф  | И вдруг мне всех не хватает       | Et soudain tout le monde me manque | Comédien stand-up 2                  |
| 2013 | ф  | Безумные преподы                  | Les Profs                          | Boulard                              |
| 2013 | ф  | Кувшинчик                         | Kidon                              | Facebook                             |
| 2014 | ф  | Сынок                             | Fiston                             | Alex                                 |
| 2014 | ф  | Soda: Un trop long week-end       | Soda: Un trop long week-end        | Adam                                 |
| 2015 | ф  | Безумные преподы: Миссия в Лондон | Les profs 2                        | Boulard                              |
| 2015 | ф  | Новые приключения Аладдина        | Les nouvelles aventures d'Aladin   | Аладдин / Сэм                        |
| 2016 | ф  | Друзья общества                   | Amis publics                       | Léo                                  |
| 2017 | с  | Children of the Machine           | Children of the Machine            | Jack                                 |
| 2017 | ф  | Мешок мрамора                     | Un sac de billes                   | Ferdinand                            |
| 2017 | ф  | Гангстердам                       | Gangsterdam                        | Ruben Jablonski                      |
| 2017 | ф  | Возьми меня в аренду!             | Loue-moi!                          | Sébastien                            |
| 2017 | ф  | На самый верх                     | Tout là-haut                       | Scott Ferret                         |
| 2017 | мф | Тайная жизнь насекомых            | Drôles de petites bêtes            | Loulou le pou, озвучка               |
| 2018 | ф  | Шпион, который меня кинул         | The Spy Who Dumped Me              | Bitteauto Driver Lukas               |
| 2019 | ф  | Всё включено                      | All Inclusive                      | L'homme à l'aéroport                 |